# Zaehringen
Die Zaehringen war ein Glattdeckdampfer der Großherzoglich Badischen Staatseisenbahnen (BadStB) mit Heimathafen Konstanz, der 1888 in Dienst gestellt wurde.
Die Zaehringen wurde als drittes badisches Salonschiff auf dem Bodensee am 4. August 1888 in Dienst gestellt und 1960 stillgelegt. Es zählt damit zu den langlebigsten Dampfschiffen auf dem See und war außerdem das erste Bodenseeschiff der Münchner Maschinenfabrik J. A. Maffei.

## Geschichte

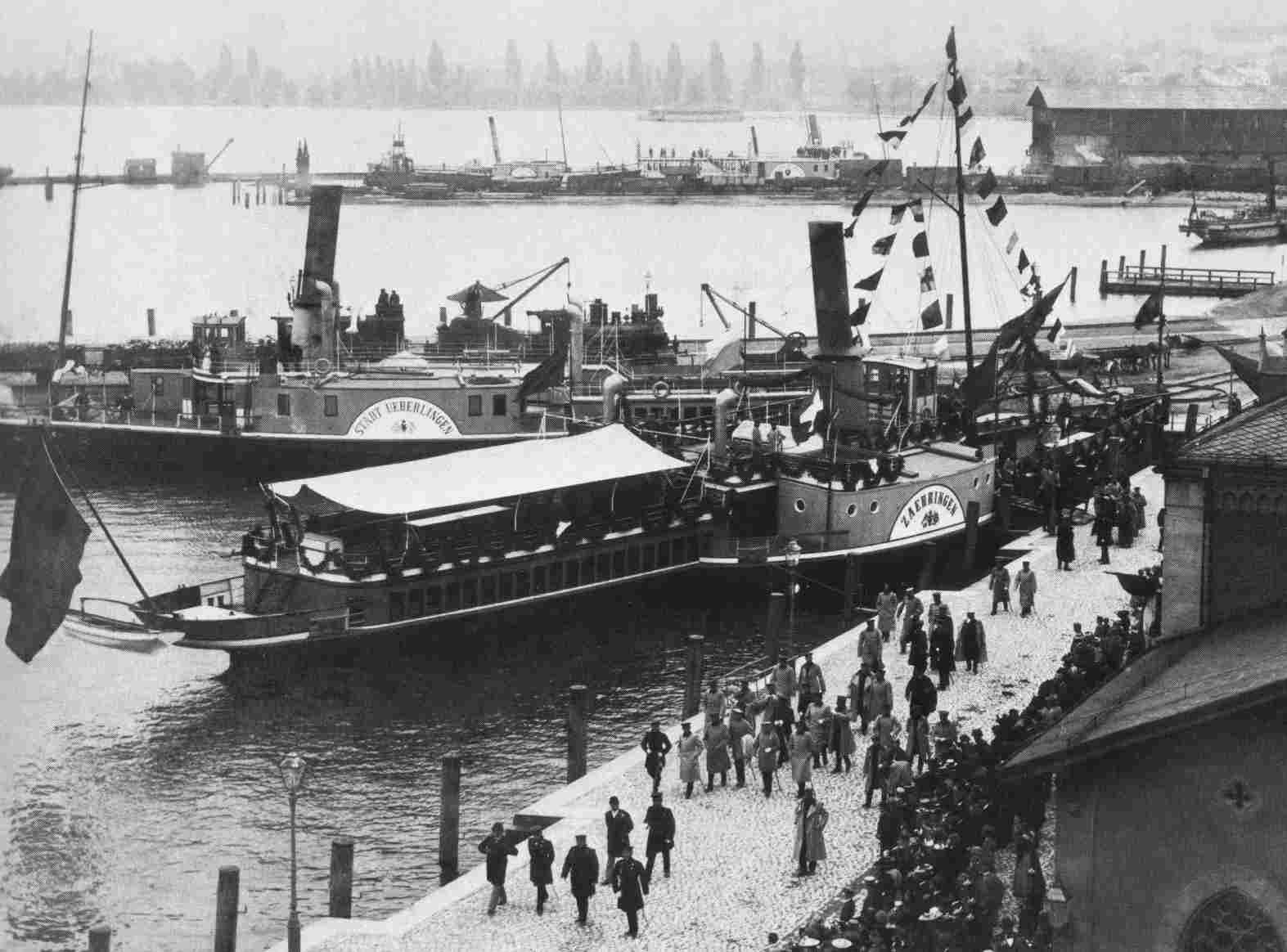
Die Zaehringen im Konstanzer Hafen beim Empfang des Badischen Großherzogs um 1895

Bauherr und Betreiber der Zaehringen waren die Großherzoglich Badischen Staatseisenbahnen, da der grenzüberschreitende Schiffsverkehr auf dem Bodensee als Erweiterung des Eisenbahnnetzes konzipiert war. Auf dem Bodensee gab es deshalb keine Passagierdampfer, die unter der Flagge des Deutschen Kaiserreichs fuhren. Benannt war der Raddampfer nach dem Ort Zähringen bzw. der historischen Burg Zähringen nahe der badischen Stadt Freiburg im Breisgau.

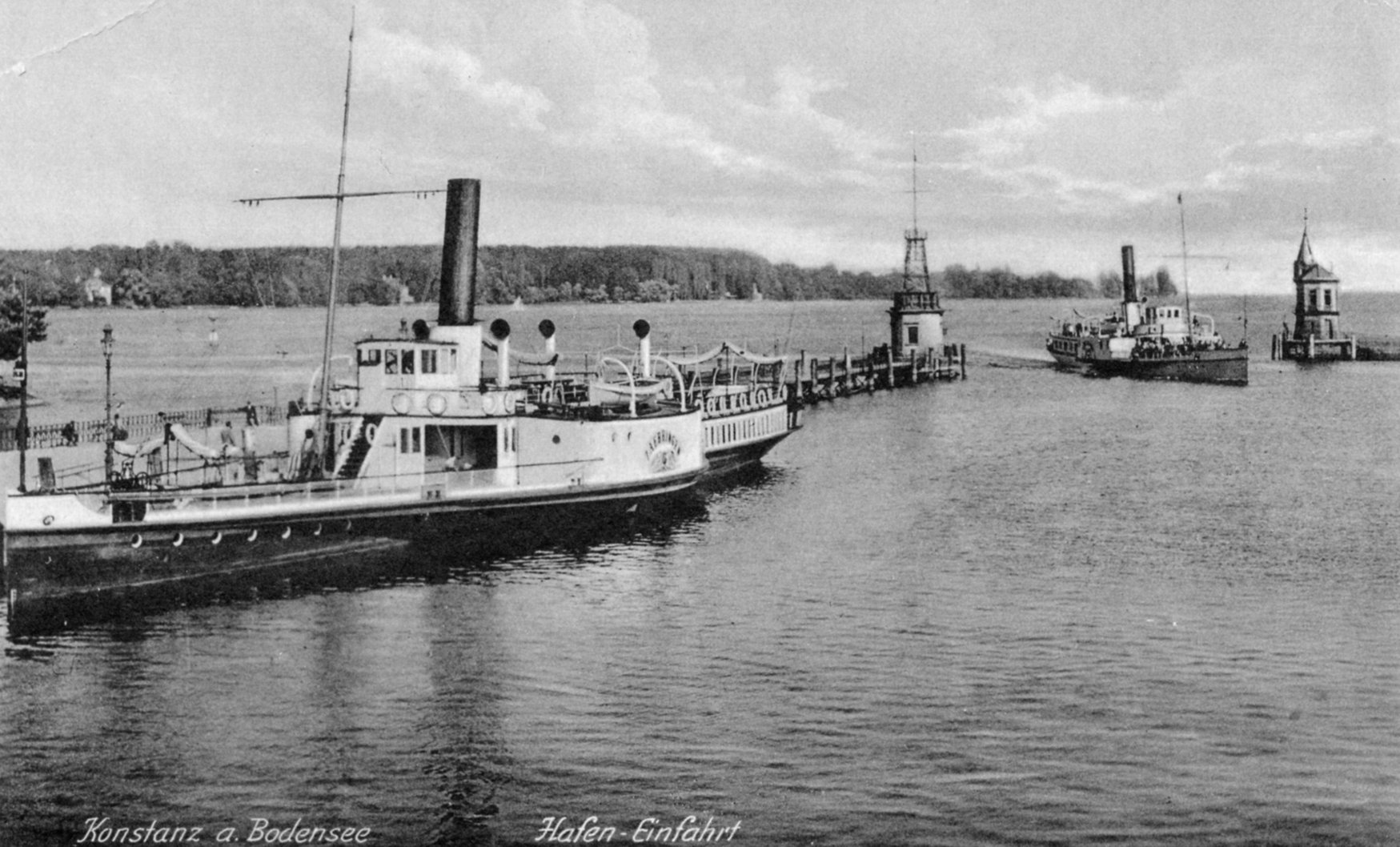
Die Zaehringen und die Bavaria um 1905 in Konstanz

Das seetüchtige Schiff verkehrte überwiegend auf dem Überlinger See eingesetzt, war aber auch auf Konstanzer Oberseekursen anzutreffen. Mitte August 1888 kam es bei einem Anlegemanöver in Immenstaad zu einem Maschinendefekt am Hochdruckzylinder und dadurch zu einer starken Dampfausströmung.
Die Zaehringen war ursprünglich mit einer Dreifach-Expansionsdampfmaschine ausgerüstet Die störanfällige Maschine wurde 1904 durch eine Sulzer-Heißdampfanlage ersetzt wurde. Gleichzeitig wurde das Schiff durch den Einbau eines drei Meter langen Segments auf 58,8 Meter verlängert, um den Längstrimm zu verbessern.
Nach Ende des Ersten Weltkriegs und der Monarchie in Deutschland wurden 1919 viele Bodenseeschiffe, die einen Herrschernamen trugen, umbenannt. Die Zaehringen war davon nicht betroffen, da ihr Name nur indirekt auf das mit Burg und Ort Zähringen verknüpfte, bereits im Mittelalter ausgestorbene schwäbische Fürstengeschlecht der Zähringer verwies. Bei Gründung der Deutschen Reichsbahn 1920 gingen mit den Länderbahnen auch die von den Bahnverwaltungen betriebenen Schiffe auf sie über.
1937 sollte die Zaehringen durch das neue MS Karlsruhe ersetzt werden. Da sich die Kesselanlage der Stadt Konstanz in einem deutlich schlechteren Zustand befand, wurde deren Ausmusterung vorgezogen. 1940 sollte die Zaehringen endgültig ausgemustert werden. Weil das neue MS Konstanz kriegsbedingt nicht fertig gestellt wurde, blieb das SD Zaehringen weiterhin im Dienst. Während des Zweiten Weltkriegs versah es Kursdienst und brachte Soldaten nach Bregenz. Von dort wurde es nach Kriegsende vom französischen Marinekommando nach Konstanz zurückgebracht. Es war eines der wenigen Schiffe die 1946 einen kleinen Kursplan fahren durften.
Noch im Jahre 1951 wurde das Schiff vollständig modernisiert, fiel aber dann neun Jahre später, trotz seines niedrigen Kohlenverbrauchs von etwa 20 kg/km, dem Rationalisierungsprogramm der Deutschen Bundesbahn zum Opfer. Die Zaehringen zählte bis zur Ausmusterung am 1. April 1960 zu den am meisten eingesetzten Dampfschiffen auf dem Bodensee und erreichte eine Fahrleistung von insgesamt 2.080.000 Kilometern. Der bei der Bevölkerung sehr beliebte Dampfer wurde im Frühjahr 1961 abgewrackt.

## Film
Für den deutschen Heimatfilm Die Fischerin vom Bodensee wurden 1956 mehrere Außenaufnahmen auf der Zaehringen gedreht.

## Bilder

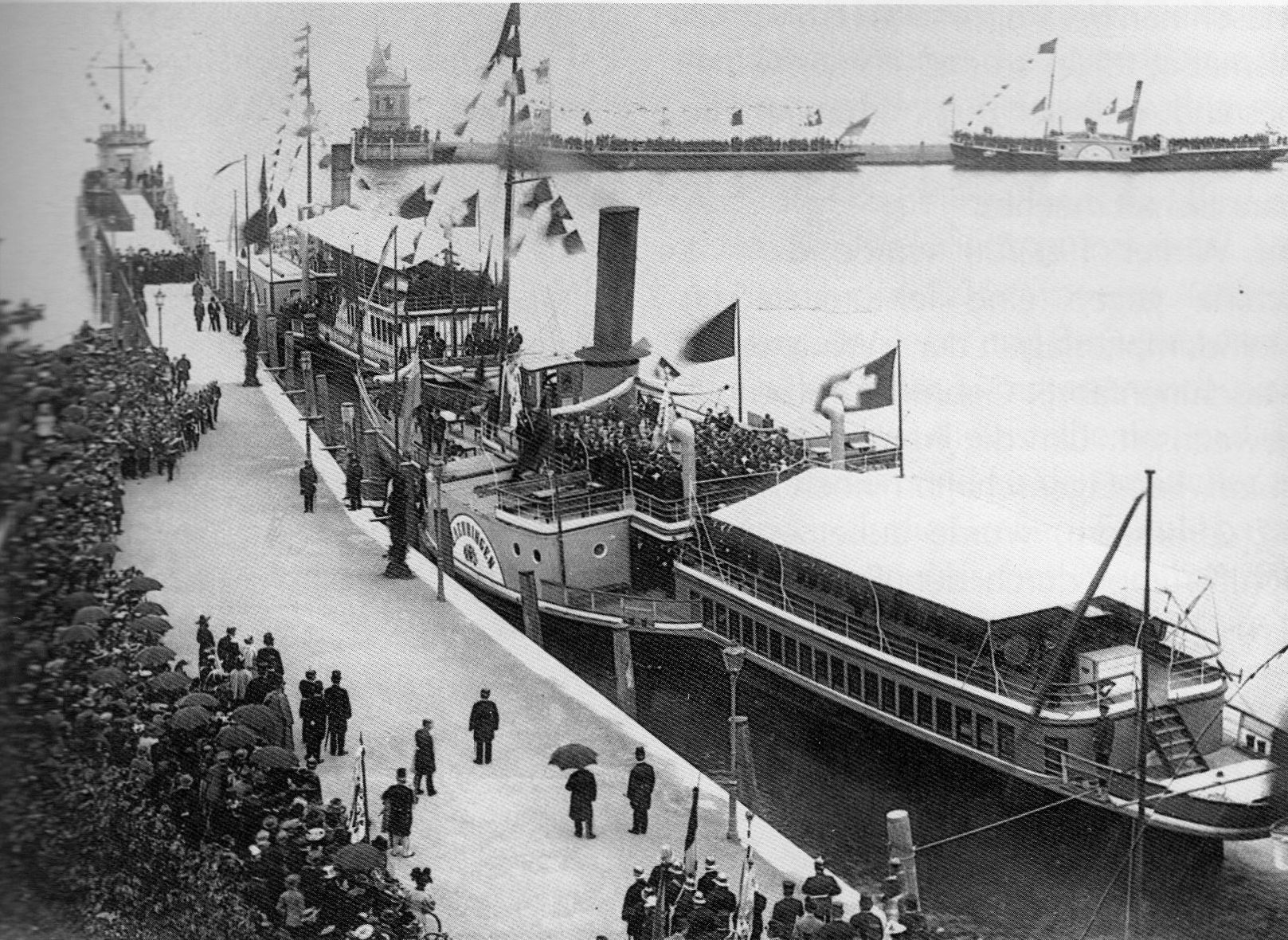
Konstanz, vor 1900. Anlässlich einer Offiziersfeier sind die Zaehringen und die Kaiser Wilhelm beflaggt.
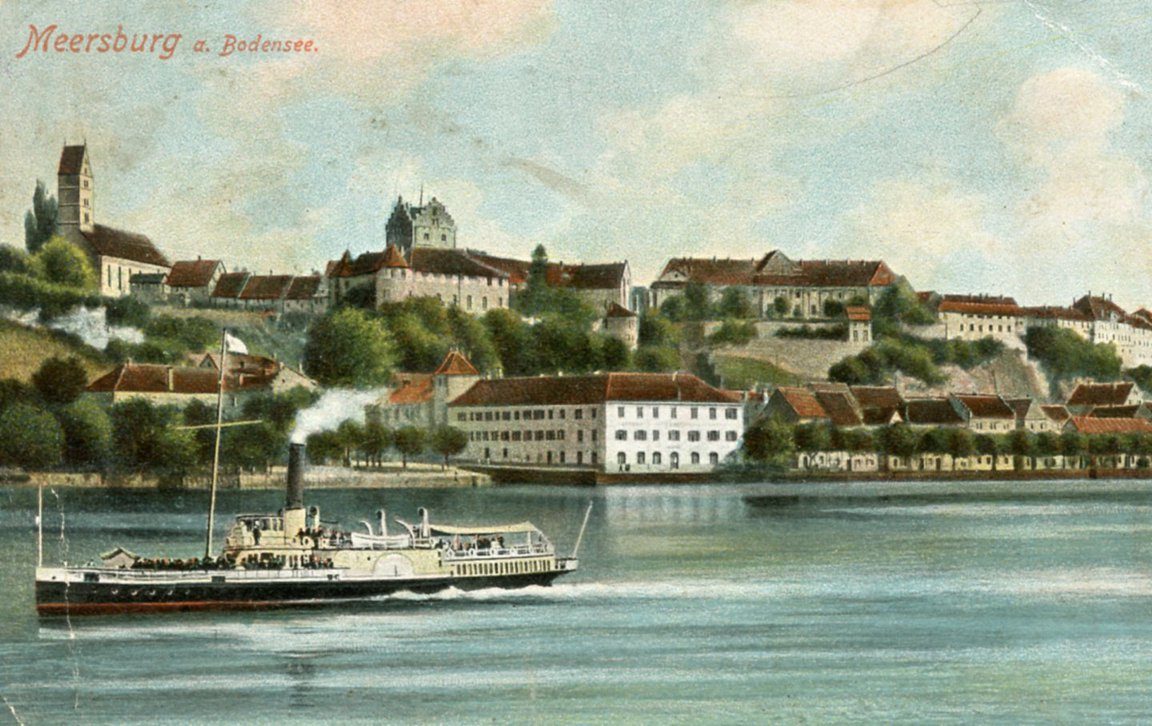
Die Zaehringen um 1910 vor Meersburg
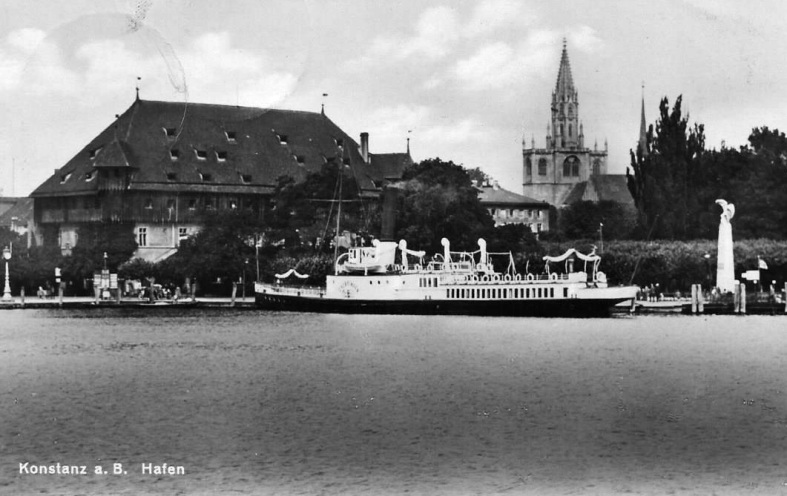
SD Zaehringen in den 1920er Jahren vor dem Konzilgebäude Konstanz